# Henry Thomas Buckle
Henry Thomas Buckle (Londra, 24 novembre 1821 – Damasco, 29 maggio 1862) è stato uno storico e scacchista britannico.

## Biografia
Era figlio di Thomas Henry Buckle, un ricco armatore e mercante. Dopo la morte del padre nel 1840 fece un lungo viaggio in Europa con la madre, che durò tre anni, durante il quale maturò l'intenzione di scrivere una grande opera storica.
Tornato in Inghilterra, si dedicò ad intense ricerche storiche e nel 1851 iniziò a lavorare alla sua opera maggiore, History of Civilization in England, il cui primo volume fu pubblicato in giugno del 1857. L'opera ebbe subito un grande successo e Buckle divenne una celebrità. In marzo del 1859 tenne una lezione pubblica alla Royal Institution sul tema «L'influenza delle donne sul progresso della conoscenza». 
Il secondo volume fu pubblicato in maggio del 1861. Durante la stesura di questo lavoro Buckle, che era sempre stato di salute delicata, si ammalò e gli fu consigliato di prendersi una lunga vacanza. Partì per il Medio Oriente e visitò l'Egitto, la Siria e la Palestina. Dopo aver soggiornato per qualche tempo a Gerusalemme decise di tornare in patria partendo dal porto di Beirut. Mentre era a Nazaret fu però colpito da una forte febbre tifoide e fu portato all'ospedale di Damasco, dove morì dopo pochi giorni.
Nel 1872 Helen Taylor, una femminista di cui era amico, pubblicò il libro The miscellaneous and posthumous works of Henry Thomas Buckle - with a biographical notice by Helen Taylor (Longman, Green and Co., London 1872).  

## Lo scacchista
Henry Buckle si appassionò agli scacchi fin da giovane, e all'età di 20 anni era considerato uno dei più forti giocatori di Londra. Era amico di Howard Staunton, che probabilmente gli diede delle lezioni, e giocò spesso con lui al circolo di Brighton, dove si recava spesso in villeggiatura. Nel 1849 vinse il torneo del circolo Divan di Londra. 
Giocò diversi match contro alcuni tra i più forti giocatori dell'epoca. Nel 1847 vinse contro  Henry Bird a Londra (+12 ½ –3 ½). Nel 1848 vinse contro Lionel Kieseritzky (+3 –2 =3), nel 1851 vinse contro Johann Löwenthal (+4 –3 =1).